# Stelis gentryi
Stelis gentryi är en orkidéart som beskrevs av Carlyle August Luer och Dodson. Stelis gentryi ingår i släktet Stelis och familjen orkidéer. Inga underarter finns listade i Catalogue of Life.